# Charles Johnson (giocatore di football americano 1972)
Charles Everett Johnson (San Bernardino, 3 gennaio 1972 – Wake Forest, 19 luglio 2022) è stato un giocatore di football americano statunitense che ha militato nel ruolo di wide receiver nella National Football League (NFL).

## Carriera
Al college Johnson giocò a football a Colorado, dove vinse il campionato NCAA del 1990. Fu scelto come 17º assoluto nel Draft NFL 1994 dai Pittsburgh Steelers. Vi giocò per cinque stagioni, con un primato in carriera di 1.008 yard ricevute nel 1996. Dopo due stagioni coi Philadelphia Eagles (1999-2000), nel 2001 firmò coi New England Patriots con cui si laureò campione NFL vincendo il Super Bowl XXXVI contro i St. Louis Rams. Chiuse la carriera nel 2002 coi Buffalo Bills.

## Palmarès
- Super Bowl : 1

New England Patriots: XXXVI
- American Football Conference Championship: 1

New England Patriots: 2001